# Desenfoque gaussiano

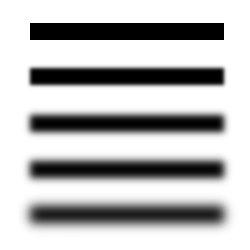
Ejemplo de los diferentes grados de desenfoque gaussiano. El primer cuadro no está desenfocado.

El desenfoque gaussiano es un efecto de suavizado para mapas de bits generado por software de edición gráfica. 
El efecto es generado por medio de algoritmos matemáticos. En esencia, el efecto mezcla ligeramente los colores de los píxeles que estén vecinos el uno al otro en un mapa de bits (imagen), lo que provoca que la imagen pierda algunos detalles minúsculos y, de esta forma, hace que la imagen se vea más suave (aunque menos nítida o clara) respecto a que los bordes presentes en la imagen se ven afectados. Se genera un efecto similar al de una fotografía tomada con una cámara fotográfica desenfocada.
Este efecto puede ser generado por cualquiera de las siguientes aplicaciones: Adobe Photoshop, GIMP, Inkscape, CorelDRAW, Paint.NET, entre muchas otras.

## Procedimiento Matemático
El efecto se logra computando, para cada pixel que se desea desenfocar, la convolución entre los valores de los píxeles adyacentes y una matriz del mismo tamaño compuesta por muestras tomadas de una distribución normal.
La fórmula de una función gaussiana en una dimensión es
{\displaystyle G(x)={\frac {1}{\sqrt {2\pi \sigma ^{2}}}}e^{-{\frac {x^{2}}{2\sigma ^{2}}}}}

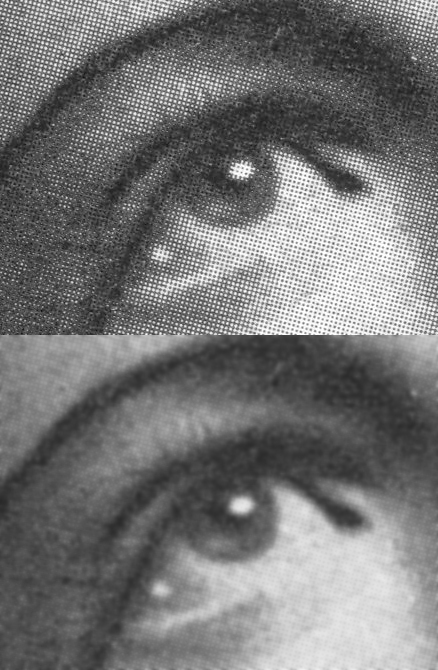
Una impresión en Semitono (impresión) suavizada a través de un desenfoque gaussiano

En dos dimensiones, es el producto de dos funciones gaussianas, una en cada dimensión:
{\displaystyle G(x,y)={\frac {1}{2\pi \sigma ^{2}}}e^{-{\frac {x^{2}+y^{2}}{2\sigma ^{2}}}}}
donde x es la distancia desde el origen en el eje horizontal, y es la distancia desde el origen en el eje vertical y σ es la Desviación típica de la distribución. 

Dado que la Transformada de Fourier de una distribución normal es otra gaussiana, aplicar un desenfoque gaussiano tiene el efecto de reducir los componentes de alta frecuencia de la imagen; un desenfoque gaussiano es, por tanto, un Filtro paso bajo.
Los valores de esta distribución se utilizan para construir una matriz de convolución que se aplica a la imagen original. El nuevo valor de cada píxel se establece en un valor calculado a través del promedio ponderado de la vecindad de ese píxel. Para el cálculo, la matriz gaussiana aplicada determinará que el valor del píxel original reciba el peso más alto (coincide con el máximo absoluto de la distribución) y los píxeles vecinos reciben pesos más pequeños a medida que aumenta su distancia al píxel original. Esto da como resultado un desenfoque que conserva los límites y los bordes mejor que otros filtros de desenfoque más uniformes.